# Siboney

Els siboney, ciboney, taïnos-ciboney o taïnos occidentals poblaven la major part de Cuba excepte els extrems oriental i occidental, les Bahames així com una petita porció al massís de la Hotte, a la península de Tiburón als SE d'Haití.

Siboney o ciboney ('habitants de coves' en taïno clàssic, llengua arawak dels indígenes del Carib) era un poble que estava entre els ocupants aborígens de les Antilles del Mar Carib. Quan els espanyols van arribar a Amèrica, els siboney ocupaven territoris a Cuba occidental i a la part occidental de L'Espanyola (en el que actualment es correspon amb Haití). Els siboney dels temps de la conquesta europea també són anomenats taïnos-siboney.
El terme "siboney" pot resultar confús perquè s'ha aplicat a grups ètnics de diferents èpoques que tant culturalment, com possiblement lingüísticament eren diferents entre si. El terme es refereix primàriament als pobladors de principis del segle XVI que parlaven una llengua arawak, diferent del taïno clàssic de l'orient de Cuba i Occident de l'Espanyola (De las Casas es refereix a ells com "taïnos ciboney"). Encara que alguns autors com Harrington han usat el terme per a referir-se als guanahatabeys antics de l'extrem occidental de Cuba, que probablement ni tan sols parlen una llengua arawak i tenien una cultura material menys complexa que els taïnos siboney del segle XVI que habitaven el centre de Cuba.
Els "siboney" històrics del segle XVI estaven diferenciats ètnicament dels guanahatabeys de l'extrem occidental de Cuba com dels taïnos clàssics de l'extrem oriental. A l'arribada dels espanyols, els ciboneys havien estat parcialment arraconats pels taïnos i es trobaven confinats a l'extrem de la península de Tiburón a l'illa de l'Espanyola i en la part occidental de Cuba. Els ciboneys de Cuba i L'Espanyola eren culturalment diferents entre si. En només un segle després de l'arribada dels espanyols tots els ciboneys haurien estat portats a la seva extinció.

## Origen i procedència
Al període de la prehistòria de l'Espanyola que es caracteritza per la presència de grups de recol·lectors, caçadors i pescadors se'ls denomina siboney. Els siboneys van constituir la primera onada d'immigració provinent de Centreamèrica i Sud-amèrica. Hi ha evidències que per l'any 2000 aC ja havien arribat a l'illa. Els taïnos siboneys del segle XVI podrien ser en part els descendents d'aquests grups juntament amb un cert mestissatge o influència cultural dels pobles arawak del nord de Sud-amèrica. Diferents anàlisis filogenètiques semblen suggerir que la major part del Carib va ser poblada probablement des d'Amèrica del Sud, encara que alguns autors han aportat evidències de possibles poblaments des d'Amèrica Central.
Els vestigis més antics dels siboneys semblen remuntar-se a la edat de petxina. Aquests grups humans vivien a la vora de rius, pantans, ancorades i badies. Sense terrisseria i sense agricultura, aquests pobles van arribar a ocupar algunes àrees de l'Espanyola i de Cuba, a més de les Antilles Menors.
Els guanahatabeys del segle XVI són el grup ètnic de l'occident de Cuba la cultura material del qual distava menys de la dels primers pobladors de Cuba. Els conqueridors espanyols, que els deien "indis vells", els van descriure com a tristos, tímids i molt pacífics. Quan va tenir lloc la Conquesta d'Amèrica, els guanahatabeys supervivents a la invasió de pobles arawak més tecnificats s'havien refugiat als cayos més aïllats i a la península més occidental de Cuba, Guanahacabibes.
Les cultures ceràmiques antillanes són, probablement, una continuació de cultures del mateix tipus localitzables en els principis de la nostra era a la zona nord de Veneçuela i en la desembocadura del riu Orinoco. La classificació de les cultures ceràmiques antillanes responen més a un criteri etnològic que a un criteri d'ordre estilístic.

## Aspectes materials

### Artesania
Els grups de taïnos siboney van conservar algunes tècniques paleo-índies quant a la utilització de lascas de sílex però, al seu torn, van desenvolupar una indústria lítica més elaborada pel que fa a la talla de les pedres: prefereix les formes simètriques i arriba a acabats apreciables. El seu aixovar utilitari està constituït per petits i grans morters, picats cònics, rectangulars i cilíndrics. També van fabricar destrals de pedra mariposoides i de coll, algunes decorades.
Altres objectes lítics com els esferòlits (boles de pedra de diferents mides) i els dagolits (ceptres o dagues) són associats a les seves pràctiques cerimonials o funeràries, entre les quals s'inclouen els enterraments secundaris, aplicant en aquest cas un pigment vermellós als ossos dels difunts.

### Alimentació
La seva alimentació era similar a la de les poblacions anteriors però agreguen a la seva dieta arrels comestibles i mariscos. En els "concheros" (jaciments amb gran quantitat de petxines de mol·luscos) estudiats s'ha trobat restes de crancs, peixos de mar i de rius, manatí, ostra i altres crustacis marins. També s'ha trobat restes d'animals no marins com les tortuga d'aigua dolça, huties, iguana i rosegadors menors. Recollien i menjaven raïm de platja, mamey, saona, hicaco, guanàbana, corozo, iuca, guáyica, etc.
El Complex Madrigales (2050 aC) és la fase més antiga que es coneix fins al present per al Meso-indi de l'illa però és en el Complex Avenir (1030 - 90 aC) on es troba el major desenvolupament. Tots dos jaciments es troben en la desembocadura del riu Higuamo de San Pedro de Macorís.